# 鸭乸草
鸭乸草（学名：Paspalum scrobiculatum），又名鸭姆草，为禾本科雀稗属下的一种一年生草本作物。印度为其主要种植地，此外也见于印尼、越南、泰国等南亚、东南亚国家。它特别耐旱，每公顷可产出450–900千克的粮食。

## 扩展阅读
- 維基物種上的相關：鸭姆草